# Новосергеевский сельсовет (Серышевский район)
Новосерге́евский сельсове́т — сельское поселение в Серышевском районе Амурской области.
Административный центр — село Новосергеевка.

## История
24 января 2005 года в соответствии с Законом Амурской области № 425-ОЗ муниципальное образование наделено статусом сельского поселения.

## Население
| 2002  | 2010  | 2011  | 2012  | 2013  | 2014  | 2015  |
| ----- | ----- | ----- | ----- | ----- | ----- | ----- |
| 1248  | ↘1086 | →1086 | ↘1039 | ↗1044 | ↘1019 | ↗1035 |
| 2016  | 2017  | 2018  | 2021  |       |       |       |
| ↗1042 | ↗1046 | ↘1038 | ↘896  |       |       |       |

## Состав сельского поселения
| № | Населённый пункт | Тип населённого пункта       | Население |
| - | ---------------- | ---------------------------- | --------- |
| 1 | Новосергеевка    | село, административный центр | ↘462      |
| 2 | Паруновка        | село                         | ↘310      |
| 3 | Рождественка     | село                         | ↗266      |